# فرانسیس بوخهولس
فرانسیس بوخهولس (انگلیسی: Francis Buchholz؛ زادهٔ ۱۹ فوریهٔ ۱۹۵۴) یک موسیقی‌دان اهل آلمان است. وی از سال ۱۹۷۳ میلادی تاکنون مشغول فعالیت بوده‌است.